# División de Honor de baloncesto en silla de ruedas 2022-23
La División de Honor de baloncesto en silla de ruedas 2022-23 fue la 34.ª edición de la máxima categoría del baloncesto en silla de ruedas de España. Constó de una liga regular entre los doce equipos, que se enfrentaron todos contra todos.

## Equipos participantes
Los equipos participantes en la temporada 2022-23 son:
| Equipo                   | Ciudad                     | Pabellón                    |
| ------------------------ | -------------------------- | --------------------------- |
| Abeconsa Basketmi Ferrol | La Coruña                  |                             |
| AMIVEL Reyes Gutiérrez   | Málaga                     |                             |
| Bidaideak Bilbao BSR     | Bilbao                     | Polideportivo de Txurdinaga |
| BSR Amiab Albacete       | Albacete                   |                             |
| Club Deportivo Ilunion   | Madrid                     |                             |
| ADM Econy                | Las Palmas de Gran Canaria |                             |
| Fundación Aliados        | Valladolid                 |                             |
| Fundación FDI-V.Leganés  | Madrid                     |                             |
| Iberconsa Amfiv          | Vigo                       | Pabellón de Bouzas          |
| Club Joventut Badalona   | Badalona                   |                             |
| Mideba Extremadura       | Badajoz                    | Pabellón Nuria Cabanillas   |
| UCAM Murcia BSR          | Murcia                     |                             |

## Liga regular

### Clasificación
|                                                                                         | Equipo                   | Puntos | J  | G  | P  | PF   | PC   | DP   |
| --------------------------------------------------------------------------------------- | ------------------------ | ------ | -- | -- | -- | ---- | ---- | ---- |
| 1                                                                                       | BSR Amiab Albacete       | 39     | 20 | 19 | 1  | 1532 | 999  | +533 |
| 2                                                                                       | Club Deportivo Ilunion   | 38     | 20 | 18 | 2  | 1552 | 1099 | +453 |
| 3                                                                                       | Bidaideak Bilbao BSR     | 34     | 19 | 15 | 4  | 1445 | 1175 | +270 |
| 4                                                                                       | Fundación Aliados        | 34     | 20 | 14 | 6  | 1349 | 1240 | +109 |
| 5                                                                                       | UCAM Murcia BSR          | 31     | 20 | 11 | 9  | 1353 | 1303 | +50  |
| 6                                                                                       | Econy Gran Canaria       | 30     | 20 | 10 | 10 | 1272 | 1300 | -28  |
| 7                                                                                       | AMIVEL Reyes Gutiérrez   | 29     | 19 | 10 | 9  | 1195 | 1081 | +114 |
| 8                                                                                       | Fundación FDI Leganés    | 29     | 20 | 9  | 11 | 1201 | 1250 | -49  |
| 9                                                                                       | Mideba Extremadura       | 26     | 20 | 6  | 14 | 1225 | 1357 | -132 |
| 10                                                                                      | Iberconsa Amfiv          | 25     | 20 | 5  | 15 | 1243 | 1415 | -172 |
| 11                                                                                      | Menarini Joventut        | 22     | 20 | 2  | 18 | 810  | 1398 | -588 |
| 12                                                                                      | Abeconsa Basketmi Ferrol | 20     | 20 | 0  | 20 | 1055 | 1615 | -560 |
| Fuente: BSR Valladolid: Clasificación de la División de Honor; actualización automática |                          |        |    |    |    |      |      |      |